# Johanneskirche (Werl)

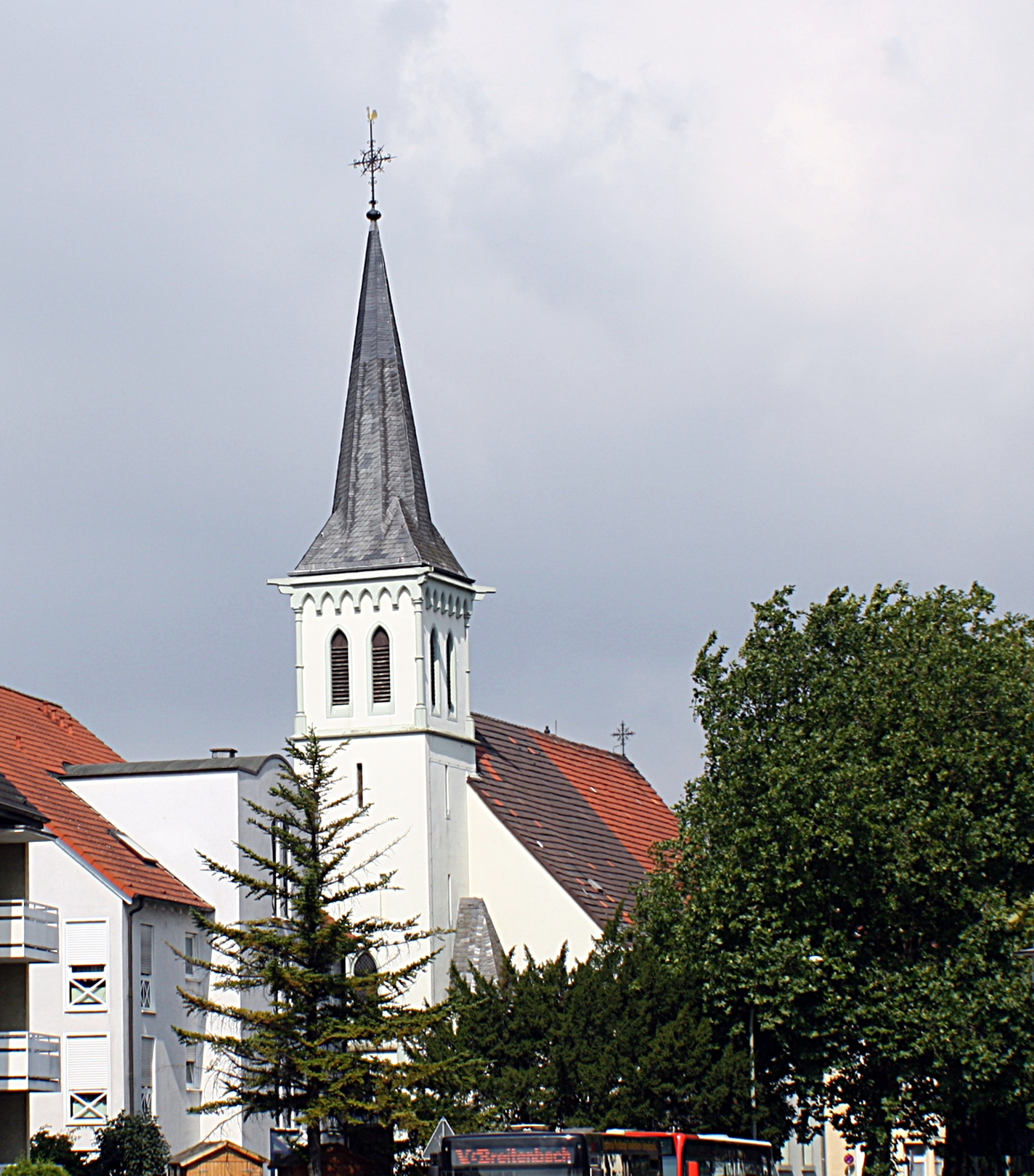
Johanneskirche in Werl

Die ehemalige evangelische Johanneskirche ist ein denkmalgeschütztes, profaniertes Kirchengebäude in Werl im nordrhein-westfälischen Kreis Soest in Deutschland.

## Geschichte und Architektur
Die evangelischen Christen waren im 19. Jahrhundert in Werl eine Minderheit. Die Gemeinde nutzte für ihre Gottesdienste die Klosterkirche und die Kapelle auf der Gänsevöhde als Simultankirche. Das allerdings führte zu Aufruhr in der katholischen Bevölkerung. Bei einem Tumult in der Klosterkirche wurde das evangelische Kirchengerät entwendet und durch die Stadt getragen.
Zum Verzicht auf das Simultaneum erhielt die evangelische Gemeinde 1851 5000 Taler; für einen eigenen Kirchenneubau reichte dieses Geld allerdings nicht. Eine 1854 gekaufte Scheune an der Steinerstraße ließ die Gemeinde nach Plänen des Bauinspektors Hessenkamp aus Soest zu einem Gottesdiensthaus umbauen: Die Südseite des massiven Gebäudes wurde zu einem Kirchentrakt in neugotischer Formgebung, mit Eingangsportal an der südlichen Giebelseite. Die Nordseite wurde zur Pfarrwohnung umgebaut. Ein von der Gemeinde gewünschter hölzerner Glockenturm konnte nicht verwirklicht werden. Aber über dem Südgiebel entstand – staatlich angeordnet – ein massives, gotisches, aus Hausteinen zusammengesetztes Türmchen. Kirche und Wohnung waren 1860 fertiggestellt.
Ein Sturm zerstörte im Dezember 1868 das Kirchentürmchen, das auf das Kirchendach fiel. Die Gemeindevertretung beschloss nunmehr die Errichtung eines Dachreiters in der Mitte des Gebäudes, in dem zwei Glocken aufgehängt werden sollten. Der preußische König bewilligte im März 1872 zum Guss dieser Glocken die unentgeltliche Überlassung von 15 Zentnern Geschützbronze aus französischen Beutekanonen. Die neuen Glocken standen jahrelang ungenutzt im Kirchenraum, 1882 war immer noch kein Dachreiter auf dem Dach. Die Stadt Werl und die Kreisverwaltung in Soest drängten auf den Bau eines Turmes. Den Entwurf für einen richtigen Kirchturm lieferte der Architekt Sültenfuß. Die Pläne mussten auf Drängen der Bauinspektion in Soest dahingehend überarbeitet werden, das dies nun ein massiver Kirchturm wird, der über eine in das Gebäude einzubauende Empore begehbar sein sollte. Regierungsbaurat Westphal fertigte einen neuen Bauplan für einen Turm in dem neugotischen Gesamtbild der Kirche angepassten Stil; dazu legte die Regierung in Arnsberg dem Konsistorium in Münster einen Bauplan des Bauinspektors Arnecke vor.
Nach dem Beschluss zur Errichtung des neuen Turmes am 24. Juli 1885 konnte unter Leitung des Baumeisters Westphal der schmale Turm unter einem spitzen Helm 1886 fertiggestellt und eingeweiht werden.
Bis 1953 besaß die Kirche ein Harmonium, das jedoch durch eine von der Fa. Stockmann gebaute Orgel ersetzt wurde. Seit der Fertigstellung der neuen evangelischen Pauluskirche im Jahr 1966 diente das Kirchengebäude zunächst als Gemeindezentrum, nach seiner Entwidmung seither als Veranstaltungsraum. Außerdem hat sich ein italienisches Restaurant dort etabliert.
Der Altar mit einem Gemälde des Auferstandenen Christus wurde nach der Profanierung abgebaut, das Christusbild gelangte danach in das Haus der Begegnung in Werl.